# Estela Morandi
Estela Morandi (1955 - Buenos Aires, 13 de abril de 2015) fue una médica argentina que colaboró en las peores catástrofes que padeció Buenos Aires. 
Por su voluntad y predisposición por el servicio de emergencias, y debido al color de la indumentaria de los integrantes del Sistema de Atención Médica de Emergencias (SAME) donde trabajaba, fue apodada "La Leona del Ambo Verde".

## Vida
Se recibió de médica en la Facultad de Medicina de la Universidad de Buenos Aires y se especializó en toco-ginecología. Era médica legista.
Trabajó en hospitales públicos, en guardias y ambulancias, hasta que se inclinó por la emergentología y llegó al SAME, donde durante 20 años se desempeñó como Jefa del Departamento de Desastres.

## Actividad
Salvó vidas en los atentados contra la AMIA y la Embajada de Israel, en el accidente aéreo de LAPA y en el incendio de Cromañón. En cada intervención mostró una increíble dedicación al prójimo y una fortaleza admirable. 

### Atentados contra objetivos judíos
El Atentado a la embajada de Israel en Argentina sucedió en 1992 y causó 22 muertos y 242 heridos.
El atentado a la AMIA fue un ataque terrorista con coche bomba que sufrió la Asociación Mutual Israelita Argentina de Buenos Aires en 1994. Se trató de un importante ataque terrorista ocurrido en Argentina, con un saldo de 85 personas muertas y 300 heridas, y el mayor ataque sufrido por judíos desde la Segunda Guerra Mundial. 

### Vuelo 3142 de LAPA
Del choque del avión de LAPA en 1999, Estela recordaba el olor a quemado. Para extinguir el fuego del avión siniestrado concurrieron dotaciones de bomberos de Aeroparque, de la Policía Federal y de la Prefectura Naval. El operativo de evacuación estuvo dirigido por el SAME de la ciudad, quien utilizó unas quince ambulancias propias junto con algunas privadas.

### Cromañón
La tragedia de Cromañón en 2004 la conmovió especialmente. 194 personas que estaban en un recital en el barrio de Once, en la ciudad de Buenos Aires, murieron por asfixia. Gran parte del techo del local estaba cubierto por una tela "media-sombra", por encima de la cual había colocada una capa de espuma de poliuretano y otra de guata. Estos materiales, al quemarse por pirotecnia introducida al lugar por los espectadores, produjeron emanaciones tóxicas que propiciaron que los asistentes al recital sufrieran intoxicación y asfixia.

### Tragedia de Once
El día de la tragedia de Once en 2012, un tren se había estrellado contra el andén. Estela chequeó la información que en los primeros segundos sonaba inverosímil, puso todos los recursos del SAME a disposición y ayudó a rescatar a más de 700 personas. Trabajó sin parar durante 12 horad, hasta que todo terminó. El impacto causó 51 víctimas fatales, de los cuales 3 eran niños (más un no-nato) y 702 heridos.

### Nube tóxica en Buenos Aires
Morandi participó en 2012 de las tareas de contención del incendio de un contenedor en la Terminal Portuaria 4 del Puerto de Buenos Aires, que generó una nube tóxica sobre Puerto Madero y otras áreas de la ciudad. El incidente causó 400 consultas médicas, 95 traslados en ambulancias y más de 100 edificios desalojados. La línea C de subtes interrumpió su servicio y las demás no llegaban hasta sus cabeceras del centro porteño. También se evacuaron algunos edificios, como los Tribunales de Comodoro Py, y se vio afectada la actividad del aeroparque metropolitano y la estación de Buquebus.
La nube negra que se formó en el puerto de Buenos Aires fue producida por el plaguicida thiodicarb, prohibido en la Unión Europea desde el 2007, que llegó al país proveniente de Shanghái, China, en el buque carguero Santa Inés. Al menos 30 contenedores como el que sufrió el incidente se encontraban todavía estibados en la terminal 4 en el momento de la catástrofe.

## Homenajes
Estela Morandi murió en su casa el 13 de abril de 2015, de manera repentina. Tenía 60 años y desde hacía 20 era Jefa de Catástrofes del SAME. 
Morandi fue despedida como una heroína. Sus compañeros del SAME cortaron la calle Monasterio (donde se encuentra la sede central del servicio de emergencias), en Parque Patricios, e hicieron sonar las sirenas durante diez minutos, mostrando una imagen de Morandi emocionada en pleno rescate de víctimas en la estación de Once.

“En un mundo donde todos miran cada vez más para otro lado cuando pasa algo, ella ayudaba sin mirar”, señaló Alberto Crescenti, director del SAME.

El 2 de mayo de 2015 se realizó el merecido y postergado homenaje a la memoria de la destacada emergentóloga. Rafael Acunzo, viudo de la médica, junto a Sebastián y Matías, dos de los tres hijos del matrimonio, recibieron de manos del entonces presidente Mauricio Macri un diploma de reconocimiento a la labor que Morandi desplegó a lo largo de más de 20 años al servicio de la emergentología.
En honor a la trayectoria y dedicación profesional, la sala de radio-operadores del SAME lleva su nombre.